# 博尼斯維爾

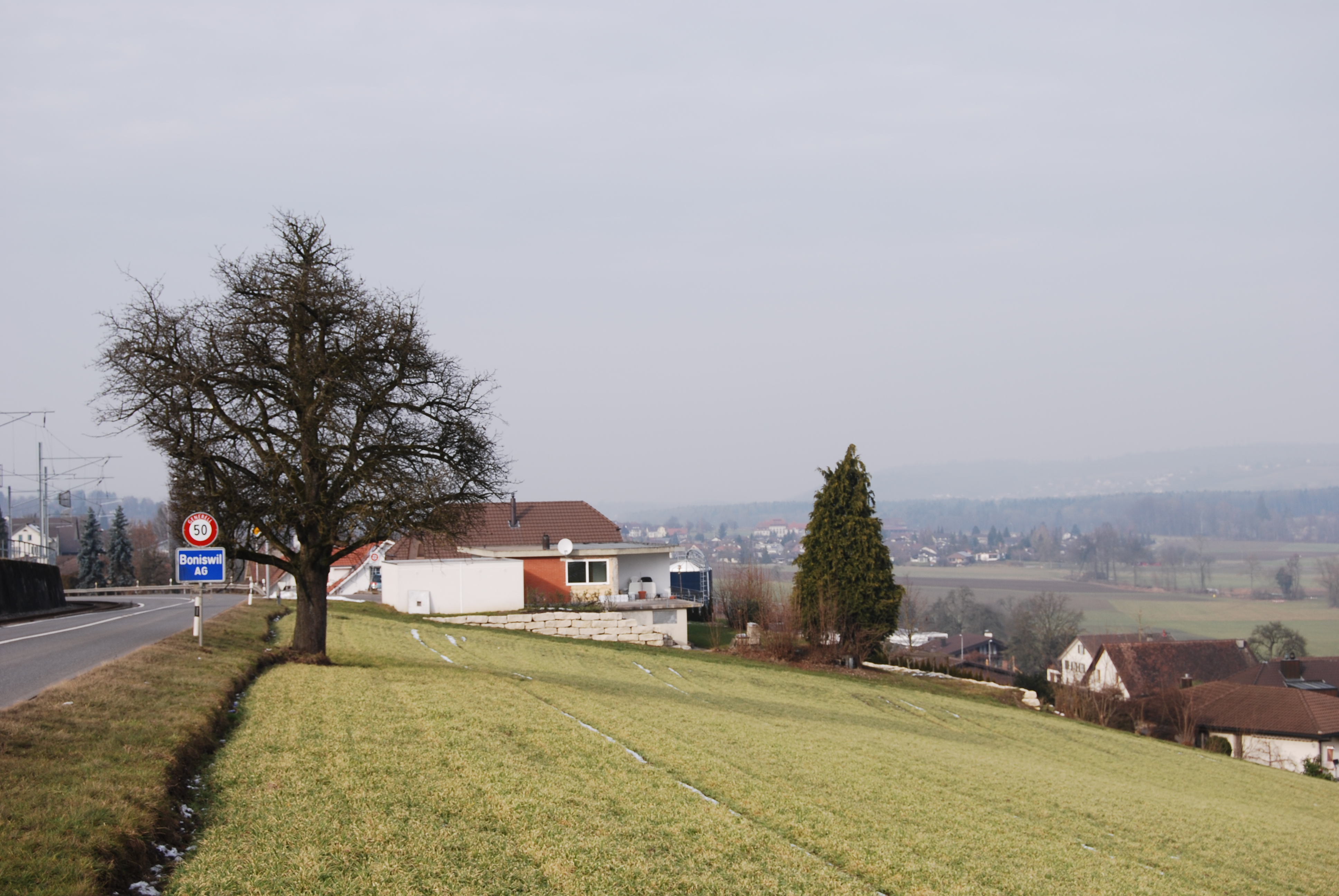

博尼斯維爾是瑞士的城鎮，位於該國北部，由阿爾高州負責管轄，面積2.41平方公里，海拔高度477米，2012年人口1,429，六成人口信奉基督教，人口密度每平方公里593人。